# Sergej Morozov (atleet)
Sergej Sergeevitsj Morozov (Russisch: Сергей Сергеевич Морозов) (Saransk, 21 maart 1988) is een voormalige Russische snelwandelaar. Reeds als junior was hij een groot talent en werd hij wereldkampioen in 2005 en Europees kampioen in 2007 op de 10.000 m snelwandelen.

## Loopbaan
Sensationeel was op 8 juni 2008 Morozovs eerste wedstrijd op de 20 km snelwandelen in zijn thuishaven Saransk. Bij deze wedstrijd doorbrak Morozov als eerste atleet ter wereld meteen de grens van 1 uur en 17 minuten en vestigde een wereldrecord van 1:16.43. Hij versloeg hiermee wereldrecordhouder Vladimir Kanajkin en werd Russisch kampioen. Kanajkin, geïnspireerd door Morozov, doorbrak zelf ook de 1:17-grens en finishte in 1:16.53.
Ondanks zijn wereldrecord nam Morozov niet deel aan de Olympische Zomerspelen 2008. Later bleek dat hij op 29 juni 2008 was betrapt op het gebruik van epo. In september van dat jaar werd hij daarvoor door de nationale atletiekfederatie voor twee jaar geschorst. Deze schorsing werd op 5 november 2008 door de IAAF bekrachtigd. Bovendien werden hem zijn eerder veroverde Russische titel en het daarbij gevestigde wereldrecord op de 20 km ontnomen.
Na het uitzitten van zijn schorsing pakte Morozov eind 2010 de draad van het snelwandelen weer op. Op de Russische winterkampioenschappen werd hij achter Vladimir Kanajkin tweede op de 20 km snelwandelen, waarna hij in de zomer van 2011 op dit onderdeel de Russische titel veroverde. Met dit resultaat plaatste hij zich in het nationale team voor de wereldkampioenschappen in Daegu, waar hij op de 20 km snelwandelen op de twaalfde plaats eindigde, als laatste van de Russische afvaardiging. In 2012 prolongeerde hij zijn Russische titel op de 20 km snelwandelen.
In december 2012 werden abnormale hematologische waarden in zijn biologisch paspoort vastgesteld. Op basis hiervan werd Sergej Morozov levenslang geschorst en werden alle resultaten die hij na 25 februari 2011 had behaald, geannuleerd.

## Titels
- Wereldkampioen junioren 10.000 m snelwandelen - 2005
- Europees juniorenkampioen 10.000 m snelwandelen - 2007

## Persoonlijke records
Outdoor
| Onderdeel             | Prestatie | Datum            | Plaats  |
| --------------------- | --------- | ---------------- | ------- |
| 10.000 m snelwandelen | 40.02,88  | 21 juli 2007     | Hengelo |
| 10 km snelwandelen    | 39.45     | 19 februari 2006 | Adler   |
| 20 km snelwandelen    | 1:16.43 * | 8 juni 2008      | Saransk |

* Het aanvankelijk door hem gevestigde wereldrecord werd hem later ontnomen wegens dopinggebruik.
Indoor
| Onderdeel           | Prestatie | Datum         | Plaats          |
| ------------------- | --------- | ------------- | --------------- |
| 3000 m snelwandelen | 11.52,1   | 18 maart 2004 | Sint-Petersburg |

## Palmares

### 10.000 m snelwandelen
- 2005:  WJK - 42.26,92
- 2007:  EJK - 40.02,88

### 10 km snelwandelen
- 2006:  Wereldbeker - 40.26

### 20 km snelwandelen
- 2011: DQ WK